# Heiligenstein
Heiligenstein – miejscowość i gmina we Francji, w regionie Grand Est, w departamencie Dolny Ren.
Według danych na rok 1990 gminę zamieszkiwało 730 osób, 183 os./km².